# Reinhild Möller
Reinhild Möller (24 de febrero de 1956) es una deportista alemana que compitió para la RFA en esquí alpino adaptado y atletismo adaptado. Ganó 19 medallas en los Juegos Paralímpicos de Invierno entre los años 1980 y 2006, y cuatro medallas en los Juegos Paralímpicos de Verano en los años 1984 y 1988.

## Palmarés internacional
| Representando a la RFA   |                       |                   |                            |
| Juegos Paralímpicos      |                       |                   |                            |
| Año                      | Lugar                 | Medalla           | Prueba                     |
| 1980                     | Geilo (Noruega)       | Medalla de bronce | Eslalon 2A                 |
| 1984                     | Innsbruck (Austria)   | Medalla de oro    | Descenso LW4               |
| 1984                     | Innsbruck (Austria)   | Medalla de oro    | Eslalon gigante LW4        |
| 1984                     | Innsbruck (Austria)   | Medalla de oro    | Combinada LW4              |
| 1984                     | Innsbruck (Austria)   | Medalla de plata  | Eslalon LW4                |
| 1988                     | Innsbruck (Austria)   | Medalla de oro    | Descenso LW4               |
| 1988                     | Innsbruck (Austria)   | Medalla de oro    | Eslalon LW4                |
| 1988                     | Innsbruck (Austria)   | Medalla de oro    | Eslalon gigante LW4        |
| Representando a Alemania |                       |                   |                            |
| Juegos Paralímpicos      |                       |                   |                            |
| Año                      | Lugar                 | Medalla           | Prueba                     |
| 1992                     | Albertville (Francia) | Medalla de oro    | Descenso LW3,4,9           |
| 1992                     | Albertville (Francia) | Medalla de oro    | Eslalon LW3,4,9            |
| 1992                     | Albertville (Francia) | Medalla de oro    | Eslalon gigante LW3,4,9    |
| 1992                     | Albertville (Francia) | Medalla de oro    | Supergigante LW3,4,9       |
| 1994                     | Lillehammer (Noruega) | Medalla de oro    | Descenso LW3/4             |
| 1994                     | Lillehammer (Noruega) | Medalla de oro    | Eslalon LW3/4              |
| 1994                     | Lillehammer (Noruega) | Medalla de oro    | Eslalon gigante LW3/4      |
| 1994                     | Lillehammer (Noruega) | Medalla de oro    | Supergigante LW3/4         |
| 1998                     | Nagano (Japón)        | Medalla de oro    | Eslalon LW3,4,5/7,6/8      |
| 1998                     | Nagano (Japón)        | Medalla de oro    | Supergigante LW3,4,5/7,6/8 |
| 2006                     | Turín (Italia)        | Medalla de plata  | Descenso de pie            |

| Representando a la RFA |                                                            |                  |            |
| Juegos Paralímpicos    |                                                            |                  |            |
| Año                    | Lugar                                                      | Medalla          | Prueba     |
| 1984                   | Nueva York (Estados Unidos) Stoke Mandeville (Reino Unido) | Medalla de oro   | 100 m A4   |
| 1984                   | Nueva York (Estados Unidos) Stoke Mandeville (Reino Unido) | Medalla de oro   | 400 m A4   |
| 1988                   | Seúl (Corea del Sur)                                       | Medalla de oro   | 200 m A4A9 |
| 1988                   | Seúl (Corea del Sur)                                       | Medalla de plata | 100 m A4A9 |